# Vidal García y García
Vidal Guillermo Juan García y García (Lima, 29 de abril de 1837 - ibídem, 24 de setiembre de 1888) fue un coronel y político peruano. Fue vencedor del Combate del 2 de mayo de 1866.

## Biografía
Sus padres fueron José Antonio Marcelo García y González, natural de Galicia, España y Josefa García y Urrutia. Su hermano menor fue el reconocido marino y diplomático peruano Aurelio García y García, compañero de armas de Miguel Grau Seminario y Lizardo Montero Flores. Otros de sus hermanos fueron los marinos José Antonio García y García y Guillermo García y García.
Se casó el 18 de abril de 1876 en Cajamarca con Mavila Castro Iglesias, hija de Mariano Castro Zaldívar, destacado político, canciller y presidente del Consejo de Ministros; y de María Rosario Iglesias Pino de Arce, hermana del presidente Miguel Iglesias Pino de Arce. 
Su esposa fue hermana del empresario agrícola, banquero y alcalde del distrito de Miraflores Genaro Castro Iglesias.

## Vida profesional
El coronel Vidal García y García ocupó, a lo largo de su vida, elevados puestos en la administración pública del Perú. Fue prefecto de los departamentos de Trujillo, Cajamarca, Arequipa y El Callao y también  presidente de la Asamblea Constituyente del Norte entre 1882 y 1883 a la que fue elegido como  diputado electo por la entonces aún provincia loretana de Moyobamba durante el gobierno del presidente Miguel Iglesias Pino de Arce.  Asimismo, participó en la ofensiva contra la revolución liderada por Tomás Gutiérrez en 1872.
En 1884, como formó parte de la Asamblea Constituyente convocada por el presidente Miguel Iglesias luego de la firma del Tratado de Ancón que puso fin a la Guerra del Pacífico. Esta asamblea no sólo ratificó dicho tratado sino también ratificó como presidente provisional a Miguel Iglesias, lo que condujo a la Guerra civil peruana de 1884-1885.
Ejerció también el cargo de ministro plenipotenciario en Chile y fue vencedor del Combate del 2 de mayo de 1866, participando en la Campaña del Ecuador y recibiendo heridas en la Batalla de La Palma y el Sitio y Asalto de Arequipa.
Fue comisionado por el gobierno peruano, a través del coronel Francisco Bolognesi, para llevar al Perú la primera artillería rayada.